# Království Mutapa
Království Mutapa, též Mwenemutara, portugalsky Monomotapa, v jazyce šona Mwene we Mutapa, byl státní útvar v jižní Africe, který existoval v letech 1430–1760. Rozkládal se na území dnešní Jihoafrické republiky, Zimbabwe, Mosambiku, Svazijska, Lesotha a Zambie. Klíčovým etnikem byli Kalangové.

## Dějiny
Legendárním zakladatelem státu a prvním "mwene" (králem) byl Nyatsimba Mutota. Jím založená dynastie měla nejspíše kořeny v království Velké Zimbabwe, Mutota byl patrně členem její královské dynastie. Mutota z Velkého Zimbabwe odešel podle jedné verze, aby hledal nové zdroje soli, podle jiné verze, aby unikl hladomoru. Jeho nové království Mutapa bylo ustaveno kolem roku 1430. Druhým vládcem byl Mwenemutapa Matope. Ten dosáhl mimořádné územní expanze. Postupoval spíše takticky než silově, nabídl místo ve Velké radě říše každému kmeni, který se podvolil dobrovolně a vzdal se boje. Bohatství království pramenilo zejména z mědi a slonoviny. Maximální územní expanze říše dosáhla v roce 1480.
To byla zároveň doba, kdy do oblasti vstoupili Portugalci. Do přímého styku s královstvím se dostali v 60. letech 16. století. Zaznamenali mnoho informací o této říši i její předchůdkyni, Velkém Zimbabwe. Portugalci též prodali Mutapě některé zbraně. V roce 1561 pronikli do Mutapy jezuitští misionáři a obrátili královskou rodinu na křesťanství. To se nelíbilo muslimským obchodníkům v hlavním městě Zvongombe, kteří krále proti jezuitům poštvali a ten je nechal zabít. To byla pro Portugalce vítaná záminka k invazi, jejímž hlavním cílem bylo zmocnit se zlatých dolů a obchodních cest, jimiž se dopravovala slonovina. Portugalské vojenské výpravě velel Francisco Barreto, ale nebyla zcela úspěšná, což frustrované Portugalce přivedlo k masakrům svahilských obchodníků. Králům Mutapy se podařilo dokonce uvalit značné daně na portugalský dovoz do oblasti.
Nakonec však říši oslabily vnitřní spory mocenských frakcí, které si Portugalce najímaly při vzájemných střetech. Portugalci v oblasti takto neustále posilovali. Roku 1629 se mutapský král pokusil Portugalce porazit ve vojenském střetnutí a vyhnat je. Neuspěl, což vedlo de facto k pádu nezávislé mutapské moci. Portugalci poté dosadili na trůn svého loutkového panovníka, Mavury Mhande Felipeho. Ten podepsal Portugalcům závazek vazalství a odevzdal jim zlaté doly. Zároveň docházelo k postupnému osidlování území portugalskými osadníky (tzv. prazeiros). Mnozí přitom přicházeli s nadějí, že právě v Mutapě jsou legendární zlaté doly krále Šalamouna.
Oslabený stát se navíc v 17. století dostal pod tlak stále rostoucího souseda, království dynastie Rozvi. Roku 1695 již byla říše Rozvi klíčovým státem v oblasti a ovládla zlaté doly. Jakousi míru nezávislosti na Rozvi, která se realizovala alespoň kontrolou hlavního města, si Mutapa udržovala do roku 1712. Tehdy Mutapané nabídli králi Rozvi trůn v naději, že vyžene Portugalce, přičemž původní dynastie odešla do exilu v Chidamě v Mosambiku. Království Rozvi Portugalce skutečně vytlačilo, avšak brzy ztratilo o Mutapu zájem, neboť se snažilo upevnit své postavení na jihu. Mutapa tak roku 1720 znovu získala nezávislost, avšak již dávno nešlo o mocnou říši, v této době již ztratila prakticky celou zimbabwskou plošinu.
Roku 1740 nastoupil na trůn Dehwe Mapunzagutu, který uzavřel strategické spojenectví s Portugalci a pozval do země portugalskou posádku. To zemi zajistilo poslední éru relativní nezávislosti. Po jeho smrti v roce 1759 však propukly boje o následnictví, které vyústily v dosud největší občanskou válku. Z ní se Mutapa již nikdy nevzpamatovala a byla rozchvácena mocnostmi v oblasti, říší Rozvi a Portugalci. Poslední ozvěnou dávné moci Mutapy byla exilová dynastie v Chidamě. Ta se označovala za krále (užívala tituly mambo a chidima) až do roku 1917, kdy její poslední představitel, Mambo Chioko, padl v boji s Portugalci.